# Paracolobizus
Paracolobizus is een kevergeslacht uit de familie van de boktorren (Cerambycidae). De wetenschappelijke naam van het geslacht werd voor het eerst geldig gepubliceerd in 2011 door Juhel.

## Soorten
Paracolobizus omvat de volgende soorten:
- Paracolobizus bicolor (Schmidt, 1922)
- Paracolobizus mourgliai Juhel, 2011